# Japão nos Jogos Olímpicos de Inverno de 1994
O Japão competiu nos Jogos Olímpicos de Inverno de 1994, que aconteceram na cidade de Lillehammer, na Noruega.